# Triptyque des ermites
Le Triptyque des ermites est un triptyque du peintre primitif flamand Jérôme Bosch. La date de réalisation est estimée à 1505, ce qui en fait une des œuvres tardives de l'artiste. Le panneau central est une huile sur panneau qui mesure 86 × 60 cm. Il est actuellement exposé aux Galeries de l'Académie à Venise.

## Description
Le panneau de gauche représente saint Antoine, avec un village en feu à l'arrière-plan. Le panneau central représente saint Jérôme dans le désert. Le panneau de droite représente saint Gilles priant dans une grotte.